# 罗卡拉索
罗卡拉索（義大利語：Roccaraso），是意大利阿奎拉省的一个市镇。总面积50平方公里，人口1661人，人口密度33.2人/平方公里（2009年）。ISTAT代码为066084。